# Lorenz Böllinger
Lorenz Böllinger (* 13. Juli 1944 in Bad Friedrichshall) ist ein deutscher Rechtswissenschaftler, emeritierter Professor für Strafrecht und Kriminologie an der Universität Bremen.

## Biografie
Böllinger hat Rechtswissenschaften und Psychologie an der Universität Frankfurt am Main studiert. Er ist Jurist, Diplom-Psychologe und Psychoanalytiker und war zunächst als Rechtsanwalt tätig. Anschließend wurde er Hochschullehrer an der Fachhochschule Dortmund und der Fachhochschule Frankfurt am Main. 1982 wurde er Professor an der Universität Bremen.
Böllinger hat seinen strafwissenschaftlichen Schwerpunkt vor allem bei Drogendelikten (daneben Sexual- und Gewaltdelikte). Er leitete das „Bremer Institut für Drogenforschung“ (BISDRO). Weitere Schwerpunkte seiner Tätigkeit sind die Rechtspsychologie und die Behandlung von Straftätern.
Im Bereich der Drogenpolitik setzt er sich für eine Liberalisierung ein; er kritisiert die in der Bundesrepublik praktizierte Drogenpolitik. Böllinger ist Mitglied im Schildower Kreis, einem Experten-Netzwerk, das gegen die Drogenprohibition (das Verbot der Drogen) argumentiert. Er setzt sich für eine Petition an den Deutschen Bundestag ein, die zur Einrichtung einer Enquete-Kommission zur Überprüfung der Strafbarkeit von Cannabis-Konsum aufruft. Weiterhin ist er Sprecher beim LEAP (Law Enforcement Against Prohibition) Deutschland e. V., welcher sich für die Legalisierung von Drogen einsetzt.
Böllinger ist Mitglied im Beirat der Humanistischen Union und offizieller Unterstützer der überwachungskritischen Datenschutzdemonstration Freiheit statt Angst.
Böllinger hält es (Stand 10/2018) für einen Verstoß gegen das Prinzip der Verhältnismäßigkeit, den Umgang mit Cannabis zu bestrafen, sofern es sich um die Konsumenten handelt.

## Schriften (Auswahl)
- Psychoanalyse und die Behandlung von Delinquenten, Heidelberg, Karlsruhe: Müller, Juristischer Verlag, 1979, ISBN 3-8114-5678-4 (zugleich rechtswissenschaftliche Dissertation, Universität Frankfurt/Main)
- Gefährliche Menschenbilder: Biowissenschaften, Gesellschaft und Kriminalität, Baden-Baden: Nomos, 2010, ISBN 978-3-8329-4662-3
- mit Heino Stöver: Drogenpraxis, Drogenrecht, Drogenpolitik: Handbuch für Drogenbenutzer, Eltern, Drogenberater, Ärzte und Juristen, 5., vollst. überarb. Aufl., Frankfurt am Main: Fachhochsch.-Verl., 2002, ISBN 3-931297-59-4.